# Oxford Biscuits
 Der er for få eller ingen kildehenvisninger i denne artikel, hvilket er et problem. Du kan hjælpe ved at angive troværdige kilder til de påstande, som fremføres i artiklen.

Oxford Biscuits er en dansk fødevarevirksomhed beliggende i Svendborg, der producerer kiks. 

## Historie
Virksomheden har rødder helt tilbage til 1922, hvor Oxford første gang så dagens lys i Hjørring. Ejeren dengang hed Jørgen Storm. Han hyrede en svensk kiksemester, Eric R. Anderson, til at stå for produktionen. Desværre døde Jørgen Storm i 1934, og hans søster og svogers tre børn overtog Oxford biscuits. Det var en svær opgave, men det lykkedes faktisk at skabe fremgang de følgende år – selv under anden verdenskrig. Et enkelt år slog hvedehøsten fuldstændig fejl, og Oxford biscuits måtte klare sig med rugmel. Alligevel kom virksomheden økonomisk igennem krigen, og efterfølgende steg omsætningen, og man etablerede lagerbygning i København og begyndte at bruge reklame som salgsværktøj. Inden længe fik svenskerne også glæde af Oxfords sprøde kiks – og senere endda også Afrika og Asien. Oxford biscuits havde efterhånden opnået størrelse og volumen, og det blev bemærket vidt omkring. Således besøgte Kong Frederik 9. og Dronning Ingrid fabrikken i Hjørring i juli 1951. Det var en stor dag, som blev fejret.
Oxford biscuits var i årene efter 1950'erne og frem igennem mange skift med blandt andet nye ejere – og også udenlandske ejere. I september 2004 lukkede ejerne, Kelsen-Bisca, fabrikken i Hjørring, og brandet Oxford biscuits blev solgt til internationale spillere, som senere udfasede det. 
I 2016 kommer Oxford biscuits igen på danske hænder, da Lasse Vinderslev genopliver brandet i Svendborg. 
Oxford biscuits producerer i dag blandt andet mariekiks, digestive og havrekiks samt nye produkter såsom Nordisk tapas.